# 戻っておいで・私の時間
「戻っておいで・私の時間」（もどっておいで わたしのじかん）は、竹内まりやのデビュー・シングル。1978年11月25日にRCA（現：ソニー・ミュージックレーベルズ）より発売された。

## 背景・制作
1stアルバム『BEGINNING』との同時発売。
表題曲「戻っておいで・私の時間」は、軽快なトランペットとストリングスが印象的なミディアム・ナンバー。伊勢丹のTVCMテーマソングとして使用された。現在はシンガー・ソングライターとして自身で作詞・作曲した曲を中心に歌う竹内だが、本作を含めデビュー当初は提供曲を歌うことも多かった。
プロデューサーの一人であった宮田茂樹は表題曲「戻っておいで・私の時間」のシングル・バージョンのアレンジを気に入っていなかったため、1stアルバム『BEGINNING』にはそのまま収録されたが、ベスト・アルバム『VIVA MARIYA!!』リリースの際に、この曲のみ服部克久による新アレンジで再レコーディングして収録された。
2018年11月21日に発売された1stアルバム『BEGINNING』のデビュー40周年記念リマスター盤には、ボーナス・トラックとして「戻っておいで・私の時間 (オーケストラVer.)」が収録されている。
2011年には、伊勢丹創業125周年テーマソングとして2011年時点での竹内自身によるリメイク版「戻っておいで・私の時間 (2011ver.)」が発表された。2014年7月23日発売のシングル『静かな伝説 (レジェンド)』のカップリングとして初CD化、後にベスト・アルバム『Turntable』にも収録された。

## 収録曲
| #  | タイトル                   | 作詞       | 作曲     | 編曲     | 時間 |
| -- | -------------------------- | ---------- | -------- | -------- | ---- |
| A. | 「戻っておいで・私の時間」 | 安井かずみ | 加藤和彦 | 瀬尾一三 | 3:24 |
| B. | 「ジャスト・フレンド」     | 有馬三恵子 | 告井延隆 | 告井延隆 | 3:30 |

## 収録アルバム
戻っておいで・私の時間
- BEGINNING
- VIVA MARIYA!!
- RE-COLLECTION
- Best Pack
- Expressions

戻っておいで・私の時間 (2011 Ver.)
- 静かな伝説
- Turntable

戻っておいで・私の時間 (オーケストラVer.)
- BEGINNING (40周年記念リマスター盤)

ジャスト・フレンド
- BEGINNING
- RE-COLLECTION II